# Bistum Lexington

Wappen des Bistums

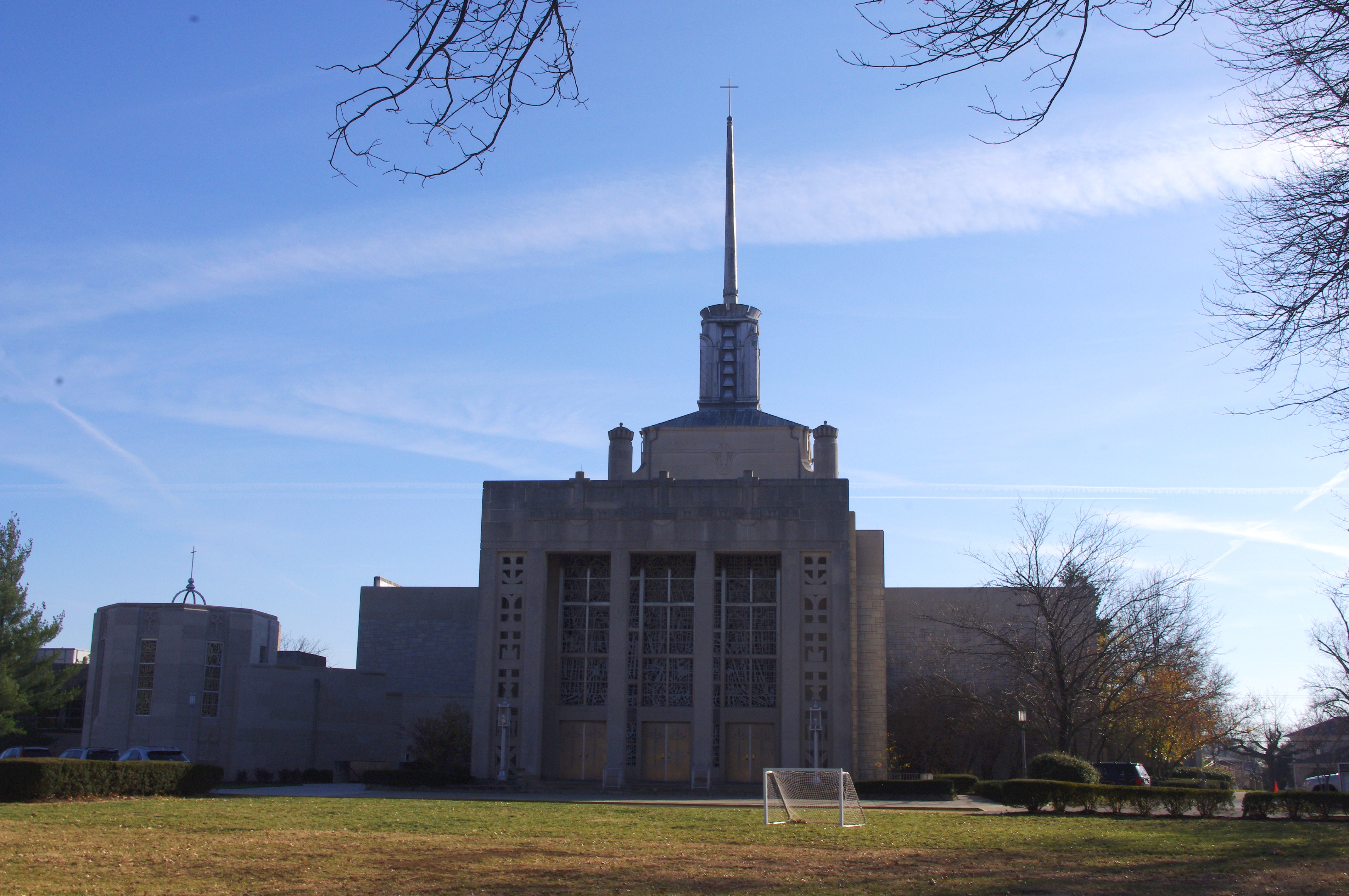
Kathedrale: Christ the King in Lexington

Das Bistum Lexington (lateinisch Dioecesis Lexingtonensis, englisch Diocese of Lexington) ist eine in Kentucky in den Vereinigten Staaten gelegene römisch-katholische Diözese mit Sitz in Lexington.

## Geschichte
Papst Johannes Paul II. gründete das Bistum Lexington am 14. Januar 1988 aus Gebietsabtretungen von 43 Countys des Bistums Covington und 7 Countys des Erzbistums Louisville, dem es auch als Suffragandiözese unterstellt wurde.
Der feierlichen Zeremonie zur Gründung der Diözese und der Amtseinführung des ersten Bischofs, James Kendrick Williams, fand am 2. März 1988 in der Cathedral of Christ the King statt, die zur Kathedrale erhoben wurde.

## Territorium
Das Bistum Lexington umfasst die Counties Anderson, Bath, Bell, Bourbon, Boyd, Boyle, Breathitt, Carter, Clark, Clay, Cumberland, Elliott, Estill, Fayette, Floyd, Franklin, Garrard, Greenup, Harlan, Jackson, Jessamine, Johnson, Knott, Knox, Laurel, Lawrence, Lee, Leslie, Letcher, Lincoln, Madison, Magoffin, Martin, McCreary, Menifee, Mercer, Montgomery, Morgan, Nicholas, Owsley, Perry, Pike, Powell, Pulaski, Rockcastle, Rowan, Scott, Wayne, Whitley, Wolfe und Woodford des Bundesstaates Kentucky.

## Bischöfe von Lexington
- James Kendrick Williams (14. Januar 1988–11. Juni 2002)
- Ronald William Gainer (13. Dezember 2002–24. Januar 2014, dann Bischof von Harrisburg)
- John Stowe OFMConv, seit 12. März 2015